# Stoeba
Stoeba é um gênero de esponja marinha da família Pachastrellidae.

## Espécies
- Stoeba dissimilis (Sarà, 1959)
- Stoeba exostotica (Schmidt, 1868)
- Stoeba extensa Dendy, 1905
- Stoeba latex Moraes & Muricy, 2007
- Stoeba lesinensis (Lendenfeld, 1894)
- Stoeba loricata (Lebwohl, 1914)
- Stoeba occulta (Hentschel, 1909)
- Stoeba pauper (Sollas, 1902)
- Stoeba plicata (Schmidt, 1868)
- Stoeba reptans (Desqueyroux-Faúndez & van Soest, 1997)
- Stoeba simplex (Carter, 1880)
- Stoeba syrmatitus (de Laubenfels, 1930)